# Ceropegia variegata
Ceropegia variegata är en oleanderväxtart som först beskrevs av Peter Forsskål, och fick sitt nu gällande namn av Joseph Decaisne. Ceropegia variegata ingår i släktet Ceropegia och familjen oleanderväxter. Inga underarter finns listade i Catalogue of Life.